# Jerzy Motylewicz
Jerzy Motylewicz (ur. 31 marca 1941 w Przemyślu) − polski historyk i nauczyciel akademicki.

## Życiorys
Ukończył szkołę podstawową i w 1960 II Liceum Ogólnokształcące im. Kazimierza Morawskiego w Przemyślu. Po odbyciu zasadniczej służby wojskowej był słuchaczem Studium Nauczycielskiego w Przemyślu (1963–1966). Przez rok pracował w Państwowym Domu Dziecka w Jarosławiu, następnie w szkole podstawowej w Przemyślu i od 1972 w tamtejszym II Liceum.
Studia historyczne ukończył w 1970 na Wydziale Humanistycznym Wyższej Szkoły Pedagogicznej w Krakowie. Jego praca magisterska dotyczyła rzemiosła miejskiego Przeworska w XIV–XVIII w. Doktorat o miastach ziemi przemyskiej i sanockiej, przygotowany również pod kierunkiem Feliksa Kiryka, obronił tamże w 1978, a habilitację uzyskał w 1994 w Wyższej Szkole Pedagogicznej w Rzeszowie. Tytuł naukowy profesora otrzymał w 2008.
Od 1973 do 1989 lub 1990 kierował Stacją Naukową Polskiego Towarzystwa Historycznego w Przemyślu. Był członkiem Zarządu Głównego PTH (1982−1990) i przez trzy kadencje wiceprezesem przemyskiego oddziału PTH, redagując „Przemyskie Zapiski Historyczne”. W listopadzie 1988 zainaugurował swoim wykładem organizowane przez miejscowy Gminny Ośrodek Kultury Spotkania Krasiczyńskie. Po likwidacji Stacji w 1990 przyczynił się do założenia przez Stanisława Stępnia i Jana Bartmińskiego Południowo-Wschodniego Instytutu Naukowego, w którym objął funkcję wiceprezesa i współredaktora „Studiów Przemyskich”.
Od 1982 prowadził wykłady w Wyższej Szkole Pedagogicznej w Rzeszowie, gdzie otrzymał etat w 1989 lub 1990. Zajmował stanowiska zastępcy dyrektora Instytutu Historii WSP w Rzeszowie (1997–2001) i Uniwersytetu Rzeszowskiego (2001–2002), a następnie dyrektora IH UR (2002–2005). Został kierownikiem Zakładu Historii Społecznej i Gospodarczej XVI−XVIII w. Uniwersytetu Rzeszowskiego. 
W latach 2001–2005 był współprzewodniczącym Rady Naukowej Regionalnego Ośrodka Kultury, Edukacji i Nauki w Przemyślu, redagując dział historyczny wydawanego przez Ośrodek periodyku „Galicja” (później „Kresy Południowo-Wschodnie”). Następnie od 2005 do 2010 był członkiem Komitetu Nauk Historycznych Polskiej Akademii Nauk. W 2022 został honorowym członkiem Polskiego Towarzystwa Historycznego.
Specjalizuje się w nowożytnej historii gospodarczej i społecznej miast pogranicza polsko-ruskiego.
Był promotorem siedmiu rozpraw doktorskich i 132 prac magisterskich lub licencjackich.
W wyborach parlamentarnych w 1997 bez powodzenia ubiegał się o mandat poselski z listy Unii Pracy w województwie przemyskim (otrzymał 1362 głosy). 

## Ważniejsze publikacje
- Dzieje Kańczugi (1984)
- Miasta ziemi przemyskiej i sanockiej w drugiej połowie XVII i w XVIII wieku (1993)
- Społeczeństwo Przemyśla w XVI i XVII wieku (2005)
- Społeczeństwo Przemyśla w XIV-XVIII wieku (2 t., 2020−2022)